# Maximilian Eggestein
Maximilian Eggestein (Hannover, 8 december 1996) is een Duits voetballer die doorgaans als middenvelder speelt. Hij verruilde Werder Bremen in augustus 2021 voor SC Freiburg.

## Clubcarrière
Eggestein begon met voetballen bij TSV Schloß Ricklingen en speelde tot 2011 bij TSV Havelse. Hij werd in 2011 opgenomen in de jeugdopleiding van Werder Bremen. Eggestein wist in het seizoen 2012/13 veertien keer te scoren voor Werder Bremen –17, wat hem een vijfde plaats op de topscorerslijst opleverde. In het seizoen 2014/15 stroomde hij door naar Werder Bremen II, destijds uitkomend in de Regionalliga.
Eggestein behoorde op 29 november 2014 voor het eerst tot de wedstrijdselectie van het eerste elftal van Werder Bremen. Coach Viktor Skripnik bracht hem toen na 83 minuten binnen de lijnen als vervanger van Levent Ayçiçek, tegen SC Paderborn (4–0 winst). Met een leeftijd van 17 jaar en 356 dagen werd hij na Thomas Schaaf de jongste Bundesliga-debutant aller tijden van Werder Bremen. Eggestein werd met het tweede elftal kampioen in de Regionalliga Nord en promoveerde zodoende naar de 3. Liga.
Eggestein viel in het seizoen 2015/16 af en toe in bij het eerste elftal. Hij begon ook twee wedstrijden in de basis. Skripniks opvolger Alexander Nouri stuurde hem in oktober 2016 terug naar het tweede elftal. Hier werd hij tot aanvoerder benoemd. Vanwege goede prestaties werd Eggestein na de winterstop teruggehaald bij het eerste elftal. Op 4 april 2017, tijdens de 27e speelronde, maakte hij zijn eerste Bundesliga-doelpunt, tegen Schalke 04 (3-–0 winst). Eggestein zou in de seizoenen die volgden uitgroeien tot vaste waarde op het middenveld van Werder Bremen. Hij begon van 2017 tot en met 2021 ieder seizoen minimaal 31 (en in 2018/19 alle) speelronden in de basis. Hij speelde zo 181 officiële wedstrijden voor de club. Hij degradeerde in seizoen 2020/21 met Werder Bremen naar de 2. Bundesliga. Daarop besloot hij de club na tien jaar te verlaten.
Eggestein tekende in augustus 2021 bij SC Freiburg. Hij speelde zich ook hier binnen een maand in het basiselftal. Hij werd in zijn eerste seizoen zesde en in 2022/23 vijfde met Freiburg. Dat betekende in beide gevallen rechtstreekse kwalificatie voor de Europa League. Eggestein speelde zo in 2022/23 voor het eerst in een Europees toernooi, tegen Qarabağ, Olympiakos Piraeus, FC Nantes en Juventus.

## Clubstatistieken
| Seizoen     | Club             | Competitie    | Competitie | Competitie | Beker | Beker | Internationaal | Internationaal | Totaal | Totaal |
| Seizoen     | Club             | Competitie    | Wed.       | Dlp.       | Wed.  | Dlp.  | Wed.           | Dlp.           | Wed.   | Dlp.   |
| ----------- | ---------------- | ------------- | ---------- | ---------- | ----- | ----- | -------------- | -------------- | ------ | ------ |
| 2014/15     | Werder Bremen II | RL Nord       | 32         | 4          | –     | –     | –              | –              | 32     | 4      |
| 2015/16     | Werder Bremen II | 3. Liga       | 9          | 1          | –     | –     | –              | –              | 9      | 1      |
| 2016/17     | Werder Bremen II | 3. Liga       | 13         | 2          | –     | –     | –              | –              | 13     | 2      |
| Club totaal | Club totaal      | Club totaal   | 54         | 7          | 0     | 0     | 0              | 0              | 54     | 7      |
| 2014/15     | Werder Bremen    | Bundesliga    | 2          | 0          | 0     | 0     | 0              | 0              | 2      | 0      |
| 2015/16     | Werder Bremen    | Bundesliga    | 7          | 0          | 1     | 0     | –              | –              | 8      | 0      |
| 2016/17     | Werder Bremen    | Bundesliga    | 15         | 1          | 0     | 0     | –              | –              | 15     | 1      |
| 2017/18     | Werder Bremen    | Bundesliga    | 33         | 2          | 4     | 1     | –              | –              | 37     | 3      |
| 2018/19     | Werder Bremen    | Bundesliga    | 34         | 5          | 5     | 1     | –              | –              | 39     | 6      |
| 2019/20     | Werder Bremen    | Bundesliga    | 32         | 1          | 4     | 0     | –              | –              | 36     | 1      |
| 2020/21     | Werder Bremen    | Bundesliga    | 33         | 2          | 5     | 0     | –              | –              | 38     | 2      |
| 2021/22     | Werder Bremen    | 2. Bundesliga | 3          | 1          | 1     | 0     | –              | –              | 4      | 1      |
| Club totaal | Club totaal      | Club totaal   | 159        | 12         | 20    | 2     | 0              | 0              | 179    | 14     |
| 2012/22     | SC Freiburg      | Bundesliga    | 31         | 1          | 5     | 1     | –              | –              | 36     | 2      |
| 2022/23     | SC Freiburg      | Bundesliga    | 31         | 1          | 5     | 0     | 7              | 0              | 43     | 1      |
| 2023/24     | SC Freiburg      | Bundesliga    | 3          | 0          | 1     | 0     | 0              | 0              | 4      | 0      |
| Club totaal | Club totaal      | Club totaal   | 65         | 2          | 11    | 1     | 7              | 0              | 83     | 3      |

Laatst bijgewerkt: 14 september 2023.

## Interlandcarrière
Eggestein kwam uit voor Duitsland −20 en Duitsland −21. Met het laatstgenoemde team bereikte hij de finale van het EK –21 van 2019.

## Trivia
- Maximilian is de zoon van Karl Eggestein, die gedurende de jaren tachtig actief was bij TSV Havelse.
- Maximilian's broer, Johannes, is ook profvoetballer en speelde ook bij Werder Bremen.